# نشکستنی (ترانه وست‌لایف)
"شکست‌ناپذیر"(به انگلیسی: Unbreakable) ترانه‌ای از گروه موسیقی ایرلندی وست‌لایف است که در آلبوم شکست‌ناپذیر - بهترین آهنگ‌ها جلد اول قرار داده شد. این ترانه ۲۰۰٬۰۰۰ نسخه فروش رفت